# Pe urmele unui film dispărut
Pe urmele unui film dispărut este un film românesc din 1968 regizat de Ion Bostan.